# Pieve di San Michele Arcangelo (Santo Stefano di Magra)
La pieve di San Michele Arcangelo è un luogo di culto cattolico situato nella frazione di Ponzano Superiore, in via San Michele, nel comune di Santo Stefano di Magra in provincia della Spezia. La chiesa è sede della parrocchia omonima del vicariato di Sarzana della diocesi della Spezia-Sarzana-Brugnato.

## Storia e descrizione

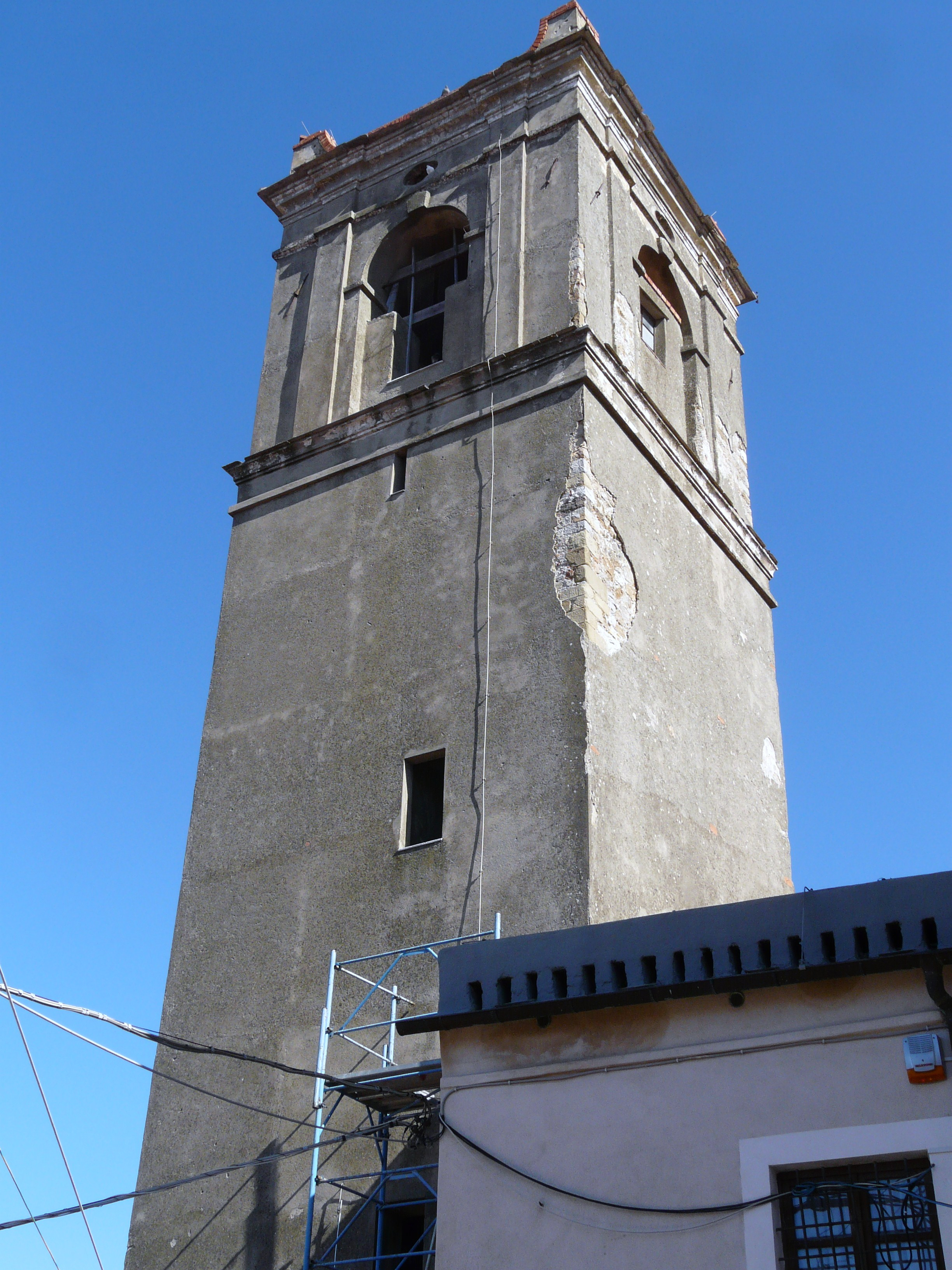
Particolare del campanile

Alle dipendenze della pieve di Santo Stefano di Cerreto, l'attuale parrocchiale di Santo Stefano di Magra, è menzionata per la prima volta in documenti del XIII secolo. L'edificio religioso venne consacrato nel 1528 dal vescovo di Nebbio, quest'ultima antica diocesi della Corsica.
La chiesa doveva avere già nel XVI secolo, così come da descrizione del visitatore apostolico monsignor Angelo Peruzzi, che la visitò nel 1584, un'unica volta con cinque altari laterali, più l'altare maggiore.
Nel corso del XVIII secolo il sito religioso subì un sostanziale rinnovamento, soprattutto nel 1723 con la donazione dai marchesi Remedi dei materiali di costruzione e della manodopera. Fu eletta al titolo di arcipretura nel 1767.
Con la nuova dominazione napoleonica, nel 1798, la chiesa venne spogliata dai Francesi delle varie decorazioni in oro e argento.
Conserva alcuni dipinti, non ancora attribuiti e catalogati, e un organo (realizzato da Filippo Tronci) del 1825.